# Carbon Capture and Utilization
Carbon Capture and Utilization (abgekürzt CCU; deutsch: CO2-Abscheidung und Nutzung), auch Carbon Dioxide Utilization (CDU; deutsch: CO2-Nutzung), bezeichnet die Abscheidung von Kohlenstoffdioxid (CO2) insbesondere aus Verbrennungs-Abgasen und dessen angeschlossene Verwendung bei weiteren chemischen Prozessen. Ein alternativer, selten verwendeter Begriff ist Carbon Capture and Recycling (CCR).
Der Begriff ist eng mit Carbon Capture and Storage (CCS) verknüpft, bei dem das abgeschiedene CO2 zunächst nur behälterlos gespeichert wird. Im Gegensatz zum CCS ist beim Carbon Capture and Utilization nicht der Entzug von Kohlenstoffdioxid aus der Atmosphäre das primäre Ziel, sondern die Bereitstellung chemischer Rohstoffe. Fossile Kraftwerke mit CCU-Technik liefern also zunächst Kohlenstoffdioxid als Rohstoff für andere Anwendungen, das zwischenzeitlich gebunden wird, bei der energetischen Verwendung anschließend aber wieder freigesetzt wird. Damit hat der CCU-Prozess per se keinen Klimaschutzeffekt, kann jedoch in einer Kreislaufwirtschaft eine wichtige Rolle spielen. Wird CCU anstelle von CCS eingesetzt, kommt es zu einem Mehrausstoß an CO2, da der gebundene Kohlenstoff nach Nutzung der aus dem CO2 gewonnenen Rohstoffe wieder freigesetzt wird. Wird das genutzte Kohlendioxid jedoch dauerhaft vor Freisetzung geschützt, kann der Prozess eine wichtige Rolle zum Klimaschutz spielen.

## Anwendungen

### Energiespeicherung und Treibstoffherstellung
CCU gilt als wichtige Basistechnologie für die Herstellung von E-Fuels in vollständig regenerativen Energiesystemen. Wichtige Einsatzgebiete für diese über Power-to-Fuel-Anlagen hergestellten E-Fuels sind kaum zu elektrifizierende Anwendungen im Verkehrsbereich, insbesondere der Flug- und Schiffsverkehr, bei denen auch weiterhin Treibstoffe mit hoher Energiedichte benötigt werden.
Die CCU-Technologie könnte dazu genutzt werden, sogenanntes EE-Gas zur Energiespeicherung herzustellen. Als EE-Gas wird ein Brenngas bezeichnet, das mit sog. Power-to-Gas-Anlagen unter dem Einsatz von Strom aus erneuerbaren Energien (EE) hergestellt wird.
Ausgangsmaterialien für die Herstellung der Brennstoffe sind Wasser und Kohlendioxid (bei Methan), die in Zeiten überschüssiger erneuerbarer Energie unter anderem zur Netzstabilisierung mittels Wasserelektrolyse in Wasserstoff und anschließend per Methanisierung in Methan umgewandelt werden. Geeignete Kohlenstoffdioxidquellen sind z. B. Biogasanlagen. Bei diesen fällt CO2 bei der Biogasproduktion an, das zuvor durch die vergorenen Pflanzen aufgenommen wurde, womit ein geschlossener Kreislauf herrscht.
CCU-Technologien werden zunehmend in Geschlossene Kohlenstoffkreisläufe eingebettet, um CO₂ dauerhaft in industrielle Wertschöpfungsketten zu integrieren.

### Mineralisierung und Bauwirtschaft
Ein weiteres vielversprechendes Anwendungsgebiet ist die Mineralisierung von CO2. Durch diese könnte Kohlendioxid langfristig chemisch gebunden und damit dauerhaft aus der Atmosphäre entzogen werden, zugleich aber auch energieaufwändige Rohstoffe wie beispielsweise Zement substituiert werden, wodurch der CO2-Ausstoß bei der Grundstoffherstellung sinken würde. Auch die Beigabe von in Pflanzenkohle gebundenen Kohlenstoffs in Zement selbst kann dessen konstruktive Eigenschaften verbessern.

### Getränkeindustrie
Ein geringer Teil des abgeschiedenen CO2 könnte für die Getränkeindustrie als „Kohlensäure“ weiter genutzt werden. Bei Chemelot in der niederländischen Provinz Limburg wird dies bereits in einer Pilotanlage getestet.

### Harnstoffproduktion
BASF und Linde KCA Dresden kündigten im Januar 2010 eine Zusammenarbeit im Bereich der CO2-Abscheidung an. Das gewonnene und konzentrierte CO2 soll dann zum Beispiel in der Harnstoff-Produktion genutzt werden.

### Funktionswerkstoffe
Beispielsweise durch Verkohlung per PyCCS gebundener Kohlenstoff könnte künftig zur Herstellung von carbonverstärkten Filamenten für die additive Fertigung (3D-Druck), Filtern oder Dämmstoffen verwendet werden.

### Bodenkultivierung
Durch CO2-Sequestrierung fest gebundener Kohlenstoff kann auch zur Herstellung von Pflanzenkohle verwendet werden und als Ausgangsstoff zur Bodenkultivierung mittels künstlicher Nachahmung von Schwarzerde oder Terra Preta Nova dienen. Damit können situationsabhängig Flora und Ernährungssicherheit unterstützt werden. Im Unterschied zur Verwendung im industriellen Kontext scheint Rebound-Effekten hierbei leichter vorzubeugen zu sein.

### Populärwissenschaftliches
- Barbara Olfe-Kräutlein: CO2-Nutzung für Dummies. Wiley-VCH, Weinheim 2022. Online verfügbar

### Wissenschaftliche Arbeiten
- Ahmed Al-Mamoori et al.: Carbon Capture and Utilization Update. In: Energy Technology. Band 5, 2017, S. 834–849, doi:10.1002/ente.201600747.